# 阿爾塔維斯塔 (愛荷華州)
阿爾塔維斯塔（英語：Alta Vista）是美国艾奥瓦州奇克索縣下轄的一个城市。2010年人口统计为266人。